# なんじゃこりゃ?!
「なんじゃこりゃ?!」は、THE ポッシボーの14枚目のシングル。2012年8月29日にビクターエンタテインメントから発売された。

## 解説
- メジャーでの6thシングル。
- 本作からビクターエンタテインメントへ移籍となった[1]。
- 通常盤とタイプA～Eの6形態でリリースされ、タイプA～Eは各メンバーをメインにしたジャケットとなっており、それぞれのソロ・ボーカルによる「なんじゃこりゃ?!」の“ボーカルヌード・バージョン”をボーナス・トラックとして収録されている。
- タイトル・トラックとカップリング曲「永遠ファイヤーボール」は、アルバム『1116』に収録された。

## 収録曲

### 通常盤
1. なんじゃこりゃ?!
作詞・作曲：本上遼、編曲：本上遼&原田勝通
2. 永遠ファイヤーボール
作詞・作曲：本上遼、編曲：本上遼&原田勝通
3. なんじゃこりゃ?!（オリジナルカラオケ）
4. 永遠ファイヤーボール（オリジナルカラオケ）

### タイプA ロビン盤
1. なんじゃこりゃ?!
2. 永遠ファイヤーボール
3. なんじゃこりゃ?!（オリジナルカラオケ）
4. 永遠ファイヤーボール（オリジナルカラオケ）
5. なんじゃこりゃ?!（ロビンのボーカルヌードバージョン）

### タイプB はしもん盤
1. なんじゃこりゃ?!
2. 永遠ファイヤーボール
3. なんじゃこりゃ?!（オリジナルカラオケ）
4. 永遠ファイヤーボール（オリジナルカラオケ）
5. なんじゃこりゃ?!（はしもんのボーカルヌードバージョン）

### タイプC あっきゃん盤
1. なんじゃこりゃ?!
2. 永遠ファイヤーボール
3. なんじゃこりゃ?!（オリジナルカラオケ）
4. 永遠ファイヤーボール（オリジナルカラオケ）
5. なんじゃこりゃ?!（あっきゃんのボーカルヌードバージョン）

### タイプD もろりん盤
1. なんじゃこりゃ?!
2. 永遠ファイヤーボール
3. なんじゃこりゃ?!（オリジナルカラオケ）
4. 永遠ファイヤーボール（オリジナルカラオケ）
5. なんじゃこりゃ?!（もろりんのボーカルヌードバージョン）

### タイプE ごとぅー盤
1. なんじゃこりゃ?!
2. 永遠ファイヤーボール
3. なんじゃこりゃ?!（オリジナルカラオケ）
4. 永遠ファイヤーボール（オリジナルカラオケ）
5. なんじゃこりゃ?!（ごとぅーのボーカルヌードバージョン）